# Лукаут-Маунтен (Теннессі)
Лукаут-Маунтен (англ. Lookout Mountain) — місто (англ. town) в США, в окрузі Гамільтон штату Теннессі. Населення — 2058 осіб (2020).

## Географія
Лукаут-Маунтен розташований за координатами 34°59′40″ пн. ш. 85°21′4″ зх. д. / 34.99444° пн. ш. 85.35111° зх. д. (34.994362, -85.351193).  За даними Бюро перепису населення США в 2010 році місто мало площу 3,26 км², уся площа — суходіл. В 2017 році площа становила 3,48 км², уся площа — суходіл.

## Демографія
Згідно з переписом 2010 року, у місті мешкали 1832 особи в 731 домогосподарстві у складі 533 родин. Густота населення становила 562 особи/км².  Було 800 помешкань (246/км²).
Расовий склад населення:
| - 96,7 % — білих - 1,2 % — чорних або афроамериканців - 0,9 % — азіатів - 0,1 % — корінних американців |

До двох чи більше рас належало 1,0 %. Частка іспаномовних становила 0,7 % від усіх жителів.
За віковим діапазоном населення розподілялося таким чином: 26,2 % — особи молодші 18 років, 54,2 % — особи у віці 18—64 років, 19,6 % — особи у віці 65 років та старші. Медіана віку мешканця становила 46,3 року. На 100 осіб жіночої статі у місті припадало 90,0 чоловіків;  на 100 жінок у віці від 18 років та старших — 86,0 чоловіків також старших 18 років.
Середній дохід на одне домашнє господарство  становив 184 523 долари США (медіана — 121 319), а середній дохід на одну сім'ю — 214 804 долари (медіана — 135 417). Медіана доходів становила 117 232 долари для чоловіків та 50 000 доларів для жінок. За межею бідності перебувало 3,5 % осіб, у тому числі 3,4 % дітей у віці до 18 років та 0,0 % осіб у віці 65 років та старших.
Цивільне працевлаштоване населення становило 780 осіб. Основні галузі зайнятості: освіта, охорона здоров'я та соціальна допомога — 24,0 %, фінанси, страхування та нерухомість — 14,7 %, науковці, спеціалісти, менеджери — 14,4 %.